# 拉爾夫·加曼
拉爾夫·加曼（Ralph Garman，1964年11月17日—）是美國的一位演員、喜劇人和廣播節目指出日。他最著名的節目是The Joe Schmo Show，他在節目但擔任Family Guy的配音。他也出演了熊麻吉等電影。他在2005年4月結婚。